# Baltasar Kormákur
Baltasar Kormákur Samper (Reykjavík, 1966. február 27.–) izlandi színész, színház- és filmrendező, forgatókönyvíró és producer.
Leginkább a 101 Reykjavík, A tenger és az Út a mennyországba című filmek rendezéseiről ismert. Ő rendezte a Csempészek, a 2 kaliber és az Everest című filmeket.

## Élete és pályafutása
Az izlandi Reykjavíkban született. Apja Baltasar Samper spanyol festő. Fia Baltasar Breki Samper színész. A Mýrin című filmjéért Crystal Globe-díjat nyert a 2007-es Karlovy Vary-i Nemzetközi Filmfesztiválon. 2011 decemberében bejelentették a Rocketman drámafilm elkészítését, Kormákur Baltasar közreműködésével és Kári Dagur rendezővel.

## Filmográfia

### Film
| Év   | Magyar cím            | Eredeti cím                           | Feladatkör | Feladatkör | Feladatkör |
| Év   | Magyar cím            | Eredeti cím                           | Rendező    | Producer   | Író        |
| ---- | --------------------- | ------------------------------------- | ---------- | ---------- | ---------- |
| 1996 |                       | Áfram Latibær                         | Igen       | Nem        | Igen       |
| 1998 |                       | Pop in Reykjavík (dokumentumfilm)     | Nem        | Igen       | Nem        |
| 2000 | 101 Reykjavík         | 101 Reykjavík                         | Igen       | Igen       | Igen       |
| 2002 | A tenger              | Hafið                                 | Igen       | Igen       | Igen       |
| 2003 | Rossz idő             | Stormviðri                            | Nem        | Igen       | Nem        |
| 2004 |                       | Dís                                   | Nem        | Igen       | Nem        |
| 2005 | Út a mennyországba    | A Little Trip to Heaven               | Igen       | Igen       | Igen       |
| 2006 | Vérvonal              | Mýrin                                 | Igen       | Igen       | Igen       |
| 2008 | Fehér nászéjszaka     | Brúðguminn                            | Igen       | Igen       | Igen       |
| 2008 |                       | The Amazing Truth About Queen Raquela | Nem        | Vezető     | Nem        |
| 2008 | Reykjavík – Rotterdam | Reykjavík-Rotterdam                   | Nem        | Igen       | Nem        |
| 2010 | Lélegezz!             | Inhale                                | Igen       | Nem        | Nem        |
| 2010 | Tündekő               | Summerland                            | Nem        | Igen       | Nem        |
| 2012 | Csempészek            | Contraband                            | Igen       | Igen       | Nem        |
| 2012 | Dermesztő mélység     | Djúpið                                | Nem        | Igen       | Igen       |
| 2013 | 2 kaliber             | 2 Guns                                | Igen       | Nem        | Nem        |
| 2015 | Everest               | Everest                               | Igen       | Igen       | Nem        |
| 2015 |                       | Fúsi                                  | Nem        | Igen       | Nem        |
| 2016 | Elégtétel             | Eiðurinn                              | Igen       | Igen       | Igen       |
| 2018 | Sodródás              | Adrift                                | Igen       | Igen       | Nem        |
| 2018 |                       | Vultures                              | Nem        | Igen       | Nem        |
| 2022 | Fenevad               | Beast                                 | Igen       | Igen       | Nem        |
| 2022 | A jég ellen           | Against the Ice                       | Nem        | Igen       | Nem        |
| 2024 |                       | Snerting                              | Igen       | Igen       | Igen       |

### Televízió
| Év    | Eredeti cím              | Feladatkör | Feladatkör | Megjegyzések |
| Év    | Eredeti cím              | Rendező    | Producer   | Megjegyzések |
| ----- | ------------------------ | ---------- | ---------- | ------------ |
| 2013  | Hulli                    | Nem        | Vezető     |              |
| 2013  | The Missionary           | Igen       | Nem        | tévéfilm     |
| 2015– | Kelepcébe csalva (Ófærð) | Igen       | Igen       | megalkotó    |
| 2016  | Borgarstjórinn           | Nem        | Igen       |              |
| 2021  | Katla                    | Igen       | Igen       | megalkotó    |

### Színészként
| Év   | Magyar cím              | Eredeti cím                        | Szerep            | Magyar hang     |
| ---- | ----------------------- | ---------------------------------- | ----------------- | --------------- |
| 1992 |                         | Veggfóður: Erótísk ástarsaga       | Lass              |                 |
| 1992 |                         | Ævintýri á okkar tímum (rövidfilm) | ismeretlen szerep |                 |
| 1995 |                         | Agnes                              | Natan             |                 |
| 1996 |                         | Draumadísir                        | Gunnar            |                 |
| 1996 | Ördögsziget             | Djöflaeyjan                        | Baddi             |                 |
| 1999 |                         | Split                              | Fridrik           |                 |
| 2000 | A világegyetem angyalai | Englar alheimsins                  | Óli               |                 |
| 2000 | 101 Reykjavík           | 101 Reykjavík                      | Þröstur           | Dolmány Attila  |
| 2001 | Ilyen nincs             | No Such Thing                      | Dr. Artaud        | Háda János      |
| 2001 | Én és Morrison          | Minä ja Morrison                   | Askildsen         |                 |
| 2001 | Regína                  | Regina                             | Ivan              |                 |
| 2003 | Rossz idő               | Stormviðri                         | Einar             |                 |
| 2008 | Reykjavík – Rotterdam   | Reykjavík-Rotterdam                | Kristófer         | Dányi Krisztián |
| 2016 | Elégtétel               | Eiðurinn                           | Finnur            |                 |